# Leutwil
Leutwil (schweizertyska: Lüpu) är en ort och kommun i distriktet Kulm i kantonen Aargau, Schweiz. Kommunen har 752 invånare (2023).